# Palazzo Bonaparte

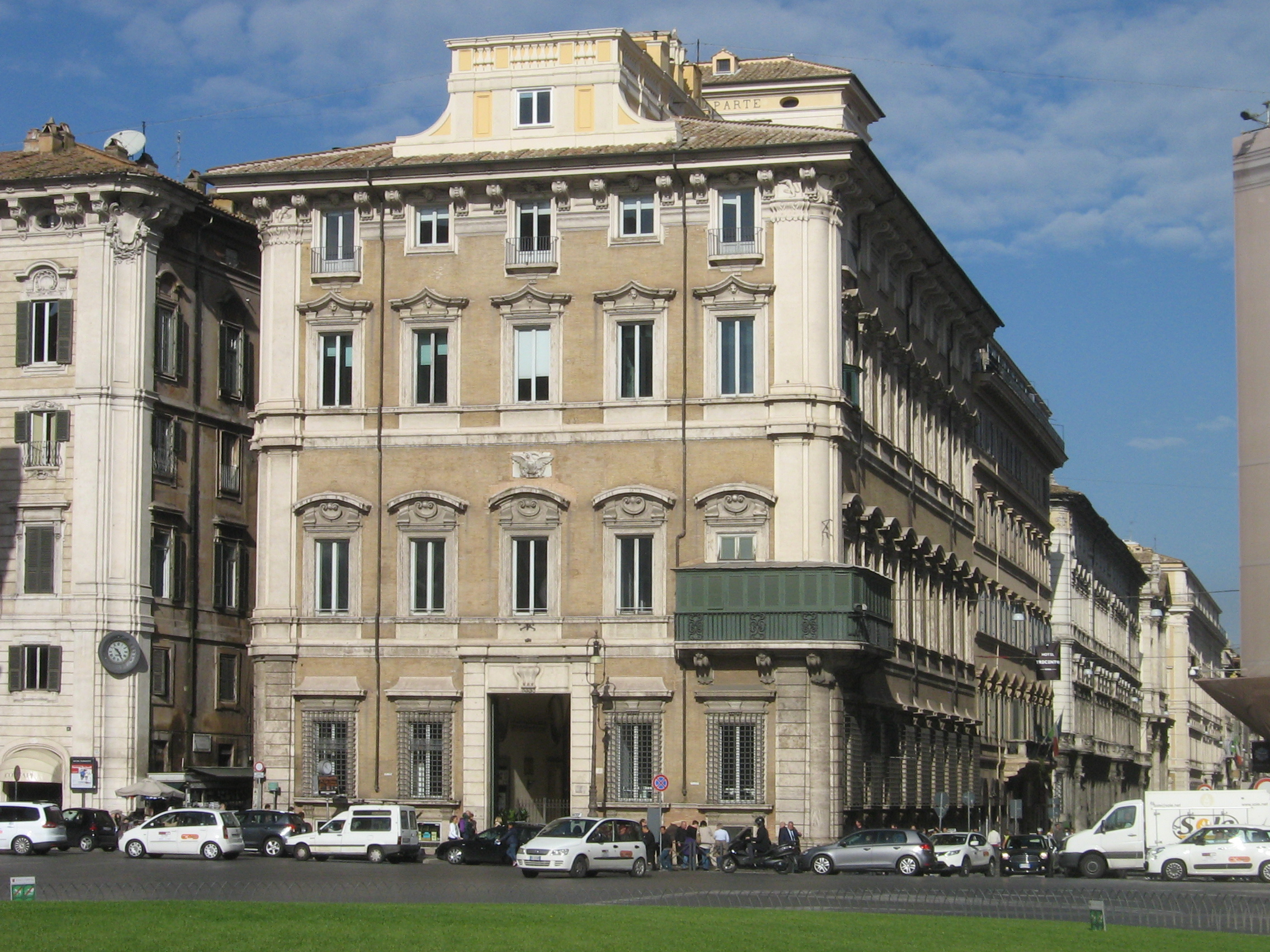
Palazzo Bonaparte, Rom

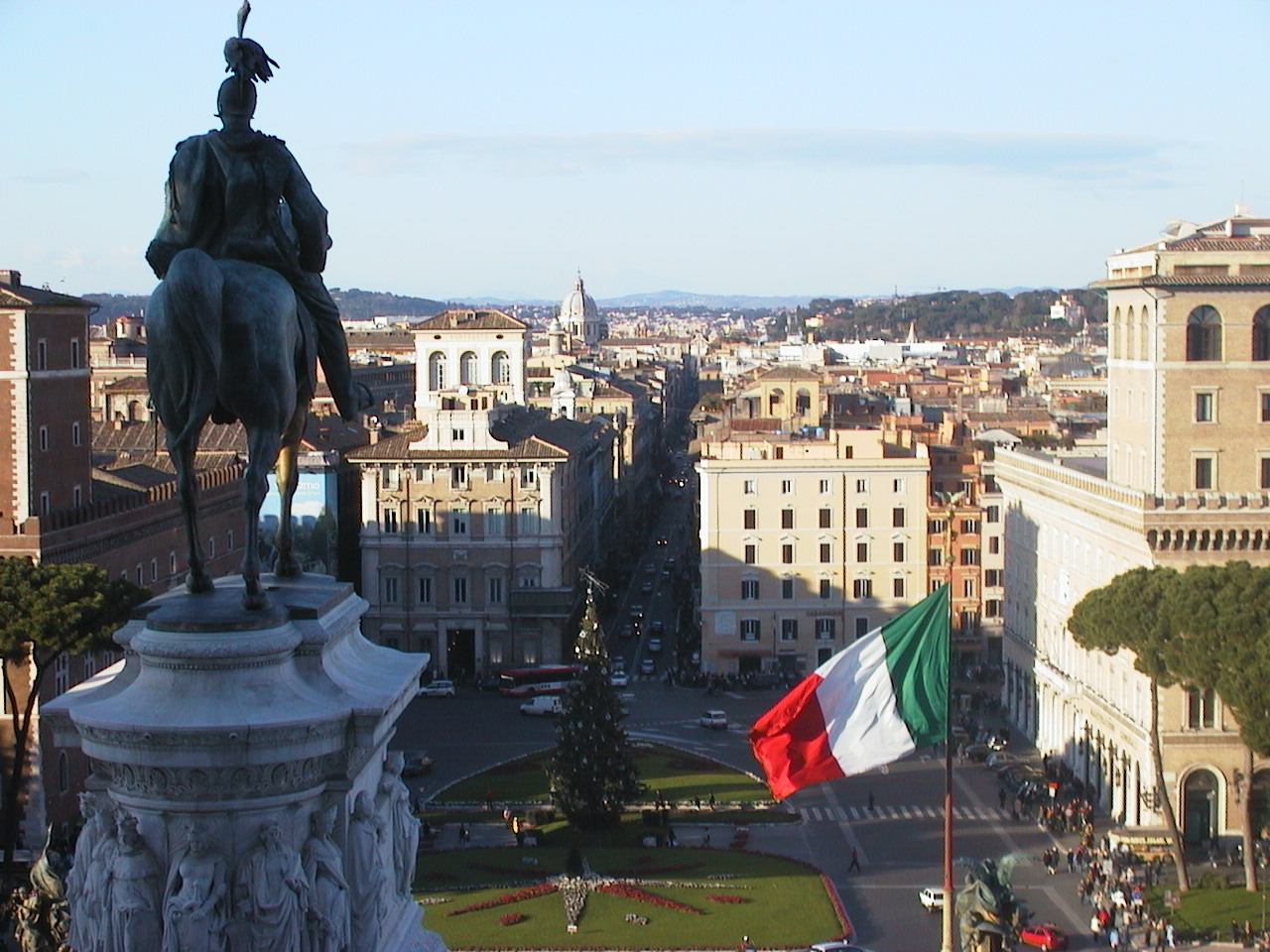
Blick über die Piazza Venezia, links der Palazzo

Der Palazzo Bonaparte, auch Palazzo Misciattelli oder Palazzo d’Aste Rinuccini, ist ein Palast in Rom, im Stadtteil Pigna, an der Piazza Venezia 5.

## Geschichte

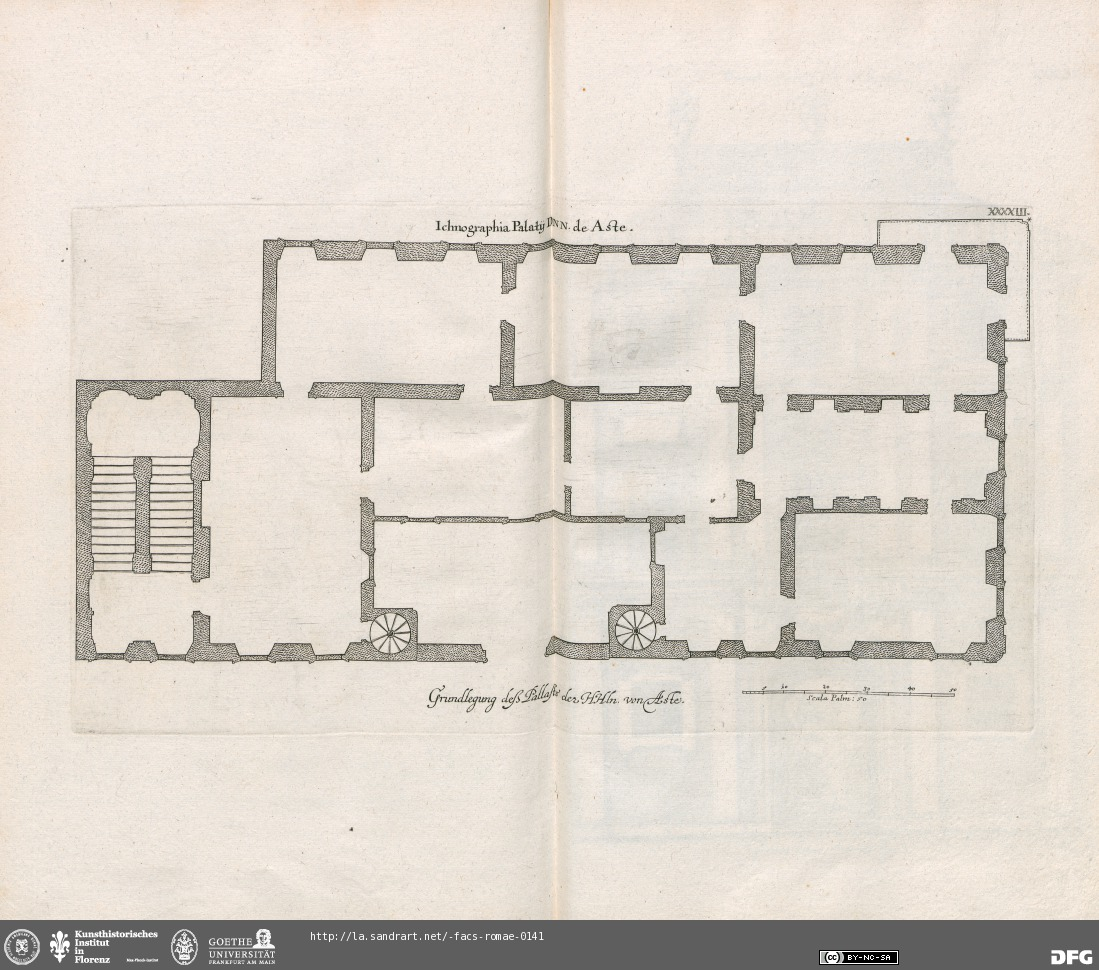
Grundriss des Palazzo Bonaparte

Die Familie D’Aste ließ den Palast 1658–1665 durch Giovanni Antonio de Rossi erbauen, an der Stelle eines älteren Hauses, das den Familien Cervini und Margani gehört hatte. Um 1699 ging er in den Besitz der Fürsten Rinuccini über und im Jahr 1818 erwarb ihn Letizia Ramolino, die Mutter Napoleons, der zu diesem Zeitpunkt bereits auf die Insel St. Helena verbannt war. Sie lebte hier bis zu ihrem Tod im Jahr 1836. Ihre Erben, die Enkel ihres Sohnes Lucien Bonaparte, verkauften das Gebäude 1905 an die Familie der Marchesi Misciattelli. Seit 1972 ist es Eigentum der italienischen Versicherung INA Assitalia, 1979 wurde das Äußere restauriert.

## Beschreibung

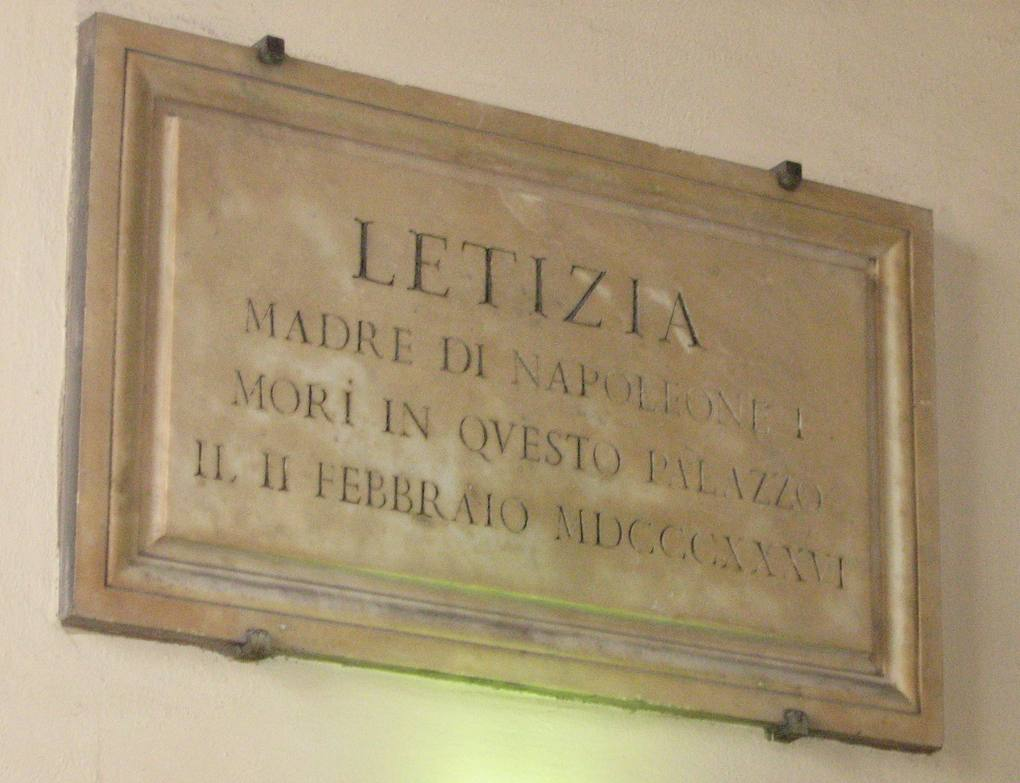
Gedenktafel für Letizia Bonaparte

Der elegante dreistöckige Palast mit seinen hohen Giebelfenstern wird geprägt durch einen überdachten Balkon mit grünen Fensterläden, der sich im ersten Stock um die Gebäudeecke zur Via del Corso hinzieht. Diesen ließ sich Letizia, die Madame Mère genannt wurde, anbauen, da sie gern die vorüberfahrenden Kutschen beobachtete. In ihrem Vorzimmer befindet sich eine Kopie der Statue Napoléon als friedensbringender Mars (1803) von Antonio Canova. Im hinteren Gebäudeteil ragt ein Belvedere empor, der die Inschrift „Bonaparte“ trägt.
Die prominente Lage des Gebäudes an der Piazza Venezia und der Via del Corso ist zusätzlich bemerkenswert durch die Tatsache, dass es sozusagen in einer Aussparung liegt, durch die ihm der sehr viel größere Palazzo Doria-Pamphilj Raum gibt.
Im Treppeneingang findet sich eine Gedenktafel für Letizia Bonaparte.
Das Innere des Palasts ist nicht für die Öffentlichkeit zugänglich.

## Nutzung
Von 1955 an war der Palast für viele Jahre der Sitz des deutschen Kulturinstituts Biblioteca Germanica, einer Einrichtung des Goethe-Instituts zu Rom. Heute ist in dem Palazzo ein Studienzentrum der Polnischen Akademie der Wissenschaften untergebracht.